# Torre del Serpe
Torre del Serpe (o Torre dell'Idro) è una torre di avvistamento sulla costa salentina nei pressi di Otranto. 

La torre del serpe al centro dello stemma di Otranto

## Storia e descrizione
Si ritiene che la sua costruzione risalga al periodo romano e che la torre avesse la funzione di faro e fu restaurata in età fredericiana in seguito a un potenziamento strategico voluto dallo stesso Federico II. Il nome è legato a un'antica leggenda che racconta di un serpente che ogni notte saliva dalla scogliera per bere l'olio che teneva accesa la lanterna del faro. A un certo punto gli abitanti di Otranto tesero un'imboscata al mostro uccidendolo e la compagna del serpente, saputolo, salì sulla torre, si avvolse attorno e la strinse fino a distruggerla. Un'altra leggenda narra che pochi anni prima della presa di Otranto nel 1480 i Saraceni si erano diretti verso la città salentina per saccheggiarla, ma anche in quell'occasione il serpente, avendo bevuto l'olio, aveva spento il faro. I pirati senza punti di riferimento passarono oltre e attaccarono la vicina Brindisi.

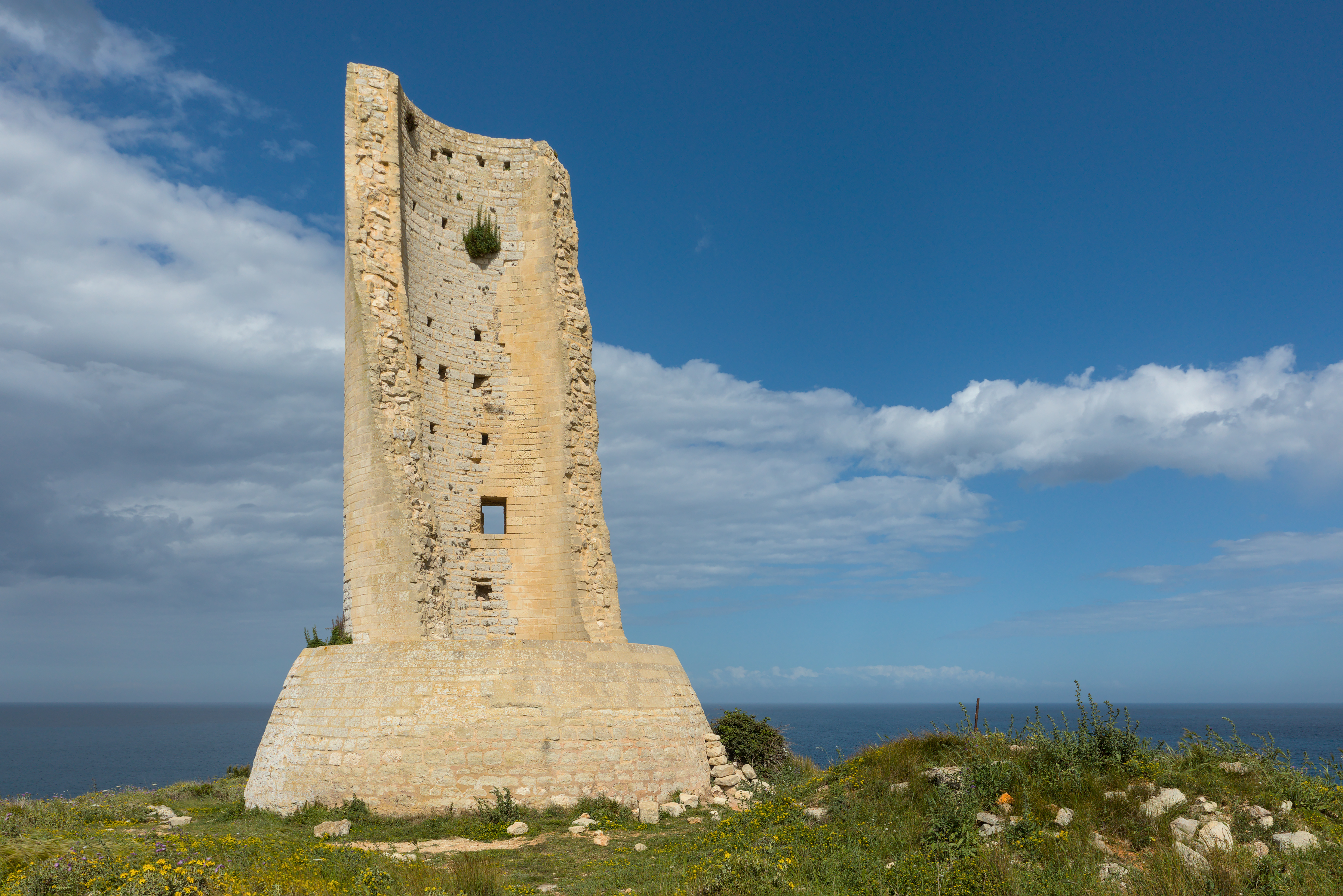
Torre del Serpe

Rientra nella categoria delle torri a base circolare e forma tronco-conica: parzialmente diroccata, è visibile una sola parete e la scarpa, ovvero l'ampliamento del basamento per dare una maggior superficie di appoggio alle murature che si ergono in altezza.
Questa torre è costantemente presente nell'immaginario di questi luoghi, tanto da essere entrata nello stemma della città di Otranto dove è rappresentata con un serpente nero che l'avvolge.